# Witchblade – Die Waffe der Götter (Fernsehserie)
Witchblade – Die Waffe der Götter (Originaltitel: Witchblade) ist eine US-amerikanische Mystery- und Actionserie von Ralph Hemecker. Sie basiert auf dem gleichnamigen Comic von Marc Silvestri, David Wohl, Brian Haberlin und Michael Turner. Die Serie wurde erstmals am 12. Juni 2001 auf dem US-amerikanischen Fernsehsender TNT ausgestrahlt. Die deutschsprachige Erstausstrahlung erfolgte ab dem 7. Januar 2004 auf RTL II.

## Handlung
Hauptcharakter der Serie ist Sara Pezzini, ein Detective der Mordkommission, die im Pilotfilm der Serie ein mysteriöses Armband, die Witchblade, erhält. Das uralte Relikt gehörte unter anderem vorher Jeanne d’Arc und gibt seiner Trägerin übermenschliche Kräfte. Neben der Fähigkeit, Kugeln abzufangen, lässt sie die Trägerin in Vergangenheit und Zukunft sehen und kann auch als effektive Waffe eingesetzt werden. Dazu verwandelt sie sich in einen Handschuh mit ausfahrbarer Klinge. Doch die Waffe führt auch ein Eigenleben. So zieht sie mysteriöse Geschehnisse, in Sara Pezzinis Fall vor allem Verbrechen, magisch an und handelt auch manchmal gegen den Willen der Trägerin. Es ist an Sara Pezzini, die Kräfte der Witchblade zu beherrschen und geschickt einzusetzen.

### Staffel 1
Dreh- und Angelpunkt der ersten Staffel ist die geheime Polizeiorganisation White Bull. In diesem Geheimbund sammeln sich korrupte Polizisten, die Verbrecher hinrichten und sich an diesen bereichern. Pezzini stößt bei privaten Ermittlungen zu ihrem getöteten Adoptivvater auf diese Organisation und gerät auch in deren Schusslinie. Eine weitere Rolle spielen Kenneth Irons, CEO von Vorschlag Industries, und sein Ziehsohn Ian Nottingham. Während Ian eine merkwürdige Beziehung zu Sara unterhält, versucht Keneth die Macht der Witchblade für seine Zwecke zu nutzen. In einem Showdown tötet Sara ihre Feinde, muss aber mit ansehen, wie alle ihre Freunde sterben. Sie benutzt eine nur einmal pro Trägerin mögliche Kraft und dreht die Zeit zurück bis zum Anfang der Staffel, als sie die Witchblade erhält.

### Staffel 2
In Staffel 2 werden andere Entscheidungen getroffen als in der ersten Staffel. Die Geschichte entfaltet sich daher anders. Zu Beginn wird Kenneth von Sara mit der Witchblade getötet und Ian leitet nun Vorschlag Industries. Gegenspieler von Sara ist „Cyberfaust“, ein mysteriöser Krimineller, der im Dunklen die Fäden zieht und Sara mit Hinweisen versorgt. Tatsächlich verbirgt sich dahinter Irons, der als ehemaliger Träger der Witchblade nicht von ihr getötet werden konnte. Er schickt eine andere Witchblade-Anwärterin ins Rennen, die jedoch von Sara besiegt wird. Danach versucht er selbst die Witchblade an sich zu reißen, wird jedoch von Sarah in die Witchblade gezogen und dort getötet.

## Hauptcharaktere

### Sara Pezzini
Die Trägerin der Witchblade ist ein Detective der Mordkommission. Sie wurde als Kind ausgesetzt und von Lazar an ihren späteren Adoptivvater James Pezzini übergeben. Dieser war ebenfalls Polizist, der im Einsatz von Captain Bruno Dante getötet wurde. Sara hat eine starke Verbindung zu ihrem Adoptivvater, ihr wirklicher Vater ist unbekannt. Mit den früheren Trägern der Witchblade teilt sie ihr äußeres Erscheinungsbild. Ihr Liebesleben ist von Tragik durchzogen. In Staffel 1 verliebt sie sich in den irischen Rocksänger Conchobar, der jedoch bei einer Geiselnahme getötet wird. In Staffel 2 ist ihr Beziehungspartner der unsterbliche Daniel Germaine, der von Jesus verdammt wurde, ewig zu leben. Nur durch die Witchblade kann er Erlösung erfahren.

### Jake McCartey
Jake McCartey ist in der ersten Staffel Pezzinis Partner, vorgeblich ein „Frischling“ von der Polizeiakademie. Er soll von Sara angelernt werden. Tatsächlich arbeitet er allerdings als FBI-Agent und ist hinter der „White-Bull“-Bande her. In der zweiten Staffel ist er ebenfalls Frischling, hat aber nur noch eine Nebenrolle.

### Kenneth Irons
Kenneth Irons ist CEO von Vorschlag Industries, eines mächtigen, weltumspannenden Konzerns. Sein Charakter ist hinterhältig und bösartig. Er ist mehrere hundert Jahre alt und wurde immer wieder durch das Blut der Witchblade-Trägerinnen verjüngt. Sein Ziel ist es die Witchblade, beziehungsweise ihre Trägerin, zu benutzen, um mehr Macht zu erlangen. Ist er in der ersten Staffel einer der Hauptbösewichte, so stirbt er in der zweiten Staffel, nachdem er Sara mit der Longinuslanze angegriffen hat. Von da ab erscheint er seinem Ziehsohn Ian Nottingham und Sara in Visionen.

### Ian Nottingham
Ian Nottingham, aus der DNA einer Witchblade-Trägerin geklont, wuchs bei Kenneth Irons auf, der ihn in verschiedenen Kampfkünsten unterwies und zu einem gefährlichen Killer ausbilden ließ. Ian ist Sara eng verbunden und schon fast krankhaft verfallen. In der ersten Staffel ist er Irons Bediensteter, jedoch mit eigenem Willen und handelt auch gegen dessen Willen, wenn es Sara nutzen könnte. In der zweiten Staffel leitet er Vorschlag Industries nach dem Tod von Irons. Der Zwiespalt gegenüber Sara, die er verehrt, aber auch wegen des Todes seines „Vaters“ gleichzeitig hasst, ist hier ausgeprägter.

### Danny Woo
Danny Woo ist ebenfalls Detective bei der Mordkommission. In der ersten Staffel war er Saras Partner vor Jake, wurde jedoch im Pilotfilm erschossen. Seitdem taucht er in Saras Visionen auf und gibt ihr hilfreiche, aber oft kryptische Tipps. In der zweiten Staffel, nachdem Sara die Zeit zurückgedreht hatte und so seinen Tod verhinderte, ist er der Partner von Sara und ein treu sorgender Familienmensch.

### Nebencharaktere
Lazar
Lazar hat Sara zu ihrem Adoptivvater gebracht. Er taucht in verschiedenen Formen, meist als Obdachloser, immer wieder in einzelnen Folgen auf.
Gabriel Bowman
Gabriel Bowman betreibt den Artefakt-Shop Talismaniac.com und versorgt Sara mit Informationen zur Witchblade, aber auch zu anderen mystischen Gegenständen und Personen.
Captain Bruno Dante
Captain Bruno Dante ist in der ersten Staffel Saras Vorgesetzter und Anführer der „White Bulls“.
Vicky Po
Vicky Po ist Gerichtsmedizinerin im Polizeirevier.

## Gaststars
In einzelnen Folgen treten Gaststars auf, die eigentlich aus dem Musikbusiness stammen. So spielt Joe Butler (ex-The Lovin’ Spoonful und Vater von Yancy) in zwei Episoden die Figur Arnold Buck. Roger Daltrey (The Who) übernahm eine kleine Rolle als Father Del Toro. Ebenfalls spielt das Schlagzeug von Keith Moon eine Rolle in der Serie. Es wird in beiden Staffeln Sara geschenkt, einmal von Gabriel Bowman und einmal von Daniel Germaine.

## Ausstrahlung
Der Pilotfilm zur Serie wurde am 27. August 2000 auf dem US-amerikanischen Fernsehsender TNT ausgestrahlt. Die Serie selbst wurde fast ein Jahr später, ab dem 12. Juni 2001, gesendet. Sie erreichte teilweise Spitzeneinschaltquoten, zum Teil um die 35 Millionen Zuschauer in den Vereinigten Staaten. Insgesamt wurden 24 Folgen in zwei Staffeln produziert, bevor die Serie eingestellt wurde. Die deutschsprachige Erstausstrahlung erfolgte ab dem 7. Januar 2004 auf RTL II. Ab dem 1. Juni 2005 war die Serie auch in Österreich auf ORF 1 zu sehen.

## Hintergrund
Die Fernsehserie ist, bei allen mystischen Elementen, im Gegensatz zur Comicserie realistischer ausgelegt. Insbesondere ist die Rolle der Sara Pezzini weit weniger freizügig als in den Comics.
Während der Dreharbeiten zur zweiten Staffel kam es auf Grund einer Alkoholproblematik Yancy Butlers zu Verzögerungen. Sie mussten um drei Wochen nach hinten gelegt werden, um Butlers Entlassung aus der Rekuperation abzuwarten.

## Episodenliste
| Nummer (gesamt) | Nummer (Staffel) | Originaltitel | Deutscher Titel                   | Erstausstrahlung (TNT) | Erstausstrahlung (RTL II) |
| 01              | 01               | Witchblade    | Witchblade – Die Waffe der Götter | 27. August 2000        |                           |
| 02              | 02               | Parallax      | Black Dragons                     | 12. Juni 2001          | 14. Januar 2004           |
| 03              | 03               | Conudrum      | Die Schlange                      | 19. Juni 2001          | 21. Januar 2004           |
| 04              | 04               | Diplopia      | Die Jäger von Annuvin             | 26. Juni 2001          | 28. Januar 2004           |
| 05              | 05               | Sacrifice     | Conchobar                         | 3. Juli 2001           | 4. Februar 2004           |
| 06              | 06               | Legion        | Besessen                          | 10. Juli 2001          | 11. Februar 2004          |
| 07              | 07               | Maelstrom     | Die Entführung                    | 17. Juli 2001          | 18. Februar 2004          |
| 08              | 08               | Periculum     | Periculum                         | 24. Juli 2001          | 25. Februar 2004          |
| 09              | 09               | Thanatopsis   | Tod eines Comic-Zeichners         | 31. Juli 2001          | 3. März 2004              |
| 10              | 10               | Apprehension  | White Bulls                       | 7. August 2001         | 10. März 2004             |
| 11              | 11               | Convergence   | Konvergenz                        | 14. August 2001        | 17. März 2004             |
| 12              | 12               | Transcendence | Die Macht der Zeit                | 21. August 2001        | 24. März 2004             |

| Nummer (gesamt) | Nummer (Staffel) | Originaltitel | Deutscher Titel       | Erstausstrahlung (TNT) | Erstausstrahlung (RTL II) |
| 13              | 1                | Emergence     | Der Tag danach        | 16. Juni 2002          | 31. März 2004             |
| 14              | 2                | Destiny       | Die Lanze des Loginus | 16. Juni 2002          | 7. April 2004             |
| 15              | 3                | Agape         | Dealer                | 17. Juni 2002          | 14. April 2004            |
| 16              | 4                | Consectatio   | Gilgamesch            | 24. Juni 2002          | 21. April 2004            |
| 17              | 5                | Static        | Stimmen               | 1. Juli 2002           | 28. April 2004            |
| 18              | 6                | Nailed        | Formfehler            | 8. Juli 2002           | 5. Mai 2004               |
| 19              | 7                | Lagrimas      | Schwarze Tränen       | 15. Juli 2002          | 12. Mai 2004              |
| 20              | 8                | Hierophant    | Teufel im Leib        | 22. Juli 2002          | 19. Mai 2004              |
| 21              | 9                | Veritas       | Die Wahrheit          | 5. August 2002         | 26. Mai 2004              |
| 22              | 10               | Parabolic     | Parabolisch           | 12. August 2002        | 2. Juni 2004              |
| 23              | 11               | Palindrome    | Palindrom             | 19. August 2002        | 9. Juni 2004              |
| 24              | 12               | Ubique        | Cyberfaust            | 26. August 2002        | 16. Juni 2004             |